# Cistérniga
Cistérniga è un comune spagnolo di 4 378 abitanti situato nella comunità autonoma di Castiglia e León.